# NGC 6403
NGC 6403 este o galaxie lenticulară situată în constelația Păunul. A fost descoperită în 28 iunie 1834 de către John Herschel. Se află la o distanță de 58,88 de megaparseci de Pământ.